# Южноафриканска република (Трансваал)
Южноафриканската република (на нидерландски: Zuid-Afrikaansche Republiek или ZAR), често неформално наричана Трансваалска република, е независима бурска държава в Южна Африка през втората половина на 19 век. Тя заема областта, известна по-късно като южноафриканска провинция Трансваал. Южноафриканската република е основана през 1852 г. и е независима от 1856 до 1877 г., и след това отново от края на Първата англо-бурска война през 1881 г., в която бурите възвръщат независимостта си от Британската империя, до 1900 г.
През 1900 г. Южноафриканската република е анексирана заедно с Оранжевата свободна държава от Британската империя по време на Втората англо-бурска война, макар че официалното предаване на територията става в края на войната на 31 май 1902 г. През 1910 г. тя става провинция Трансваал на Южноафриканския съюз.
Първият президент на Южноафриканската република е Мартинус Весел Преториус, избран през 1857 г., син на лидера на фоортрекерите (пионерите) Андриес Преториус, който води бурите до победа в битката при Блъд Ривър.
Столицата е установена в Претория (основана през 1855 г.), макар че за кратко време Потчефструм служи за седалище на правителстовото. Парламентът Фолксраад има 24 членове.